# Al-Ashraf Kujuk
Al-Ashraf Kujuk, född 1336, död 1345, var en egyptisk regent. Han var sultan i mamlukdynastins Egypten mellan 1341 och 1342. 